# Lamprempis dolichopodina
Lamprempis dolichopodina är en tvåvingeart som beskrevs av Ignaz Rudolph Schiner 1868. Lamprempis dolichopodina ingår i släktet Lamprempis och familjen dansflugor. Inga underarter finns listade i Catalogue of Life.